# Kalililo Kakonje
Kalililo Kakonje (ur. 1 stycznia 1985 w Lusace) – zambijski piłkarz grający na pozycji bramkarza.

## Kariera klubowa
Karierę piłkarską Kakonje rozpoczął w stolicy kraju, Lusace. Jego pierwszym klubem w karierze był zespół Lusaka Dynamos. W 2003 roku zadebiutował w jego barwach w zambijskiej Premier League. Po roku gry w tym klubie przeszedł do drużyny Power Dynamos FC z miasta Kitwe. Tam grał przez 2 lata, jednak nie osiągnął znaczących sukcesów.
W 2005 roku Kakonje został bramkarzem Golden Arrows, wywodzącego się z południowoafrykańskiego miasta Durban. Tam Kakonje rywalizował o miejsce w składzie wraz z rodakiem Daviesem Phirim. W 2007 roku odszedł z klubu do Nathi Lions, jednak grał w nim tylko pół roku i w trakcie sezonu przeniósł się do AmaZulu FC z Durbanu. W AmaZulu stał się pierwszym bramkarzem, jednak w sezonie 2009/2010 stracił miejsce w podstawowej jedenastce na rzecz Mbongeniego Mzimeli.
W 2010 roku Kakonje wrócił do Zambii i został zawodnikiem Nkany FC. W 2010 roku grał też w TP Mazembe z Demokratycznej Republiki Konga. W 2011 roku został piłkarzem Mining Rangers. W latach 2012–2013 grał w NAPSA Stars FC.
| Sezon   | Klub             | Kraj                          | Rozgrywki      | Mecze | Bramki |
| ------- | ---------------- | ----------------------------- | -------------- | ----- | ------ |
| 2003    | Lusaka Dynamos   | Zambia                        | Premier League | ?     | 0      |
| 2004    | Power Dynamos FC | Zambia                        | Premier League | ?     | 0      |
| 2005    | Power Dynamos FC | Zambia                        | Premier League | ?     | 0      |
| 2005/06 | Golden Arrows    | Południowa Afryka             | Premier League | 12    | 0      |
| 2006/07 | Golden Arrows    | Południowa Afryka             | Premier League | 2     | 0      |
| 2007/08 | Nathi Lions      | Południowa Afryka             | Premier League | 6     | 0      |
| 2007/08 | AmaZulu FC       | Południowa Afryka             | Premier League | 13    | 0      |
| 2008/09 | AmaZulu FC       | Południowa Afryka             | Premier League | 27    | 0      |
| 2009/10 | AmaZulu FC       | Południowa Afryka             | Premier League | 6     | 0      |
| 2010    | Nkana FC         | Zambia                        | Premier League | ?     | 0      |
| 2010    | TP Mazembe       | Demokratyczna Republika Konga | Linafoot       | ?     | 0      |
| 2011    | Mining Rangers   | Zambia                        | Premier League | ?     | 0      |
| 2012    | NAPSA Stars FC   | Zambia                        | Premier League | ?     | 0      |
| 2013    | NAPSA Stars FC   | Zambia                        | Premier League | ?     | 0      |

## Kariera reprezentacyjna
W reprezentacji Zambii Kakonje zadebiutował w 2004 roku. W 2008 roku został powołany przez selekcjonera Patricka Phiriego do kadry na Puchar Narodów Afryki 2008, na którym pełnił rolę rezerwowego dla Kennedy’ego Mweene i nie rozegrał żadnego spotkania. W 2010 roku ponownie znalazł się w kadrze na Puchar Narodów Afryki i ponownie jako rezerwowy dla Mweene. W 2012 roku został powołany na Puchar Narodów Afryki 2012.